# Distretto di Jo River
Il distretto di Jo River è un distretto della Liberia facente parte della contea di River Cess.